# Malate
Malate es uno de los dieciséis distritos de la ciudad de Manila en la República de Filipinas.

## Geografía
Ubicado en la margen izquierda del río Pasig, linda al norte con Ermita y Paco; al sur con Pasay en el Cuarto Distrito; al este con San Andrés; y  al oeste con la Bahía de Manila.

### Barangayes
Malate se divide administrativamente en 57 barangayes o barrios, todos de  carácter urbano.

## Historia
La palabra Malate procede de la corrupción de la palabra tagalo maalat, que significa salado. 
Se trata de un espacio abierto con un pequeño pueblo de pescadores cuya vida giraba  en torno a la iglesia parroquial católica bajo la advocación de la Virgen de los Remedios.
A principios del siglo XIX formaba parte del Corregimiento de Tondo  en cuyo territorio se hallaba la plaza y ciudad de Manila.

Al final de la Segunda Guerra Mundial se produce la conocida como Masacre de Manila. La colonia española resultó especialmente afectada por la batalla, esto viene ligado a que gran parte de ella residía en la zona más afectada, Malate.

### Barrio residencial
Durante la ocupación estadounidense sus planificadores urbanos proyectaron el desarrollo de Malate como  zona residencial para las familias estadounidenses, expulsando del lugar a las viejas familias de mestizos españoles. El distrito se llenó de modernos apartamentos de gran altura y bungalows.
Durante la Segunda Guerra Mundial muchas casas y edificios se mantienen en pie. Las familias ricas desplazadas que evacuaron  regresaron y reconstruyeron sus villas privadas y se mantienen todo el distrito residencial exclusiva hasta los años 1970.
La parte occidental de Malate comienza a transformarse en  una zona comercial con algunas grandes casas y apartamentos residenciales están convertidas en pequeños hoteles, restaurantes y cafés.

## Universidad

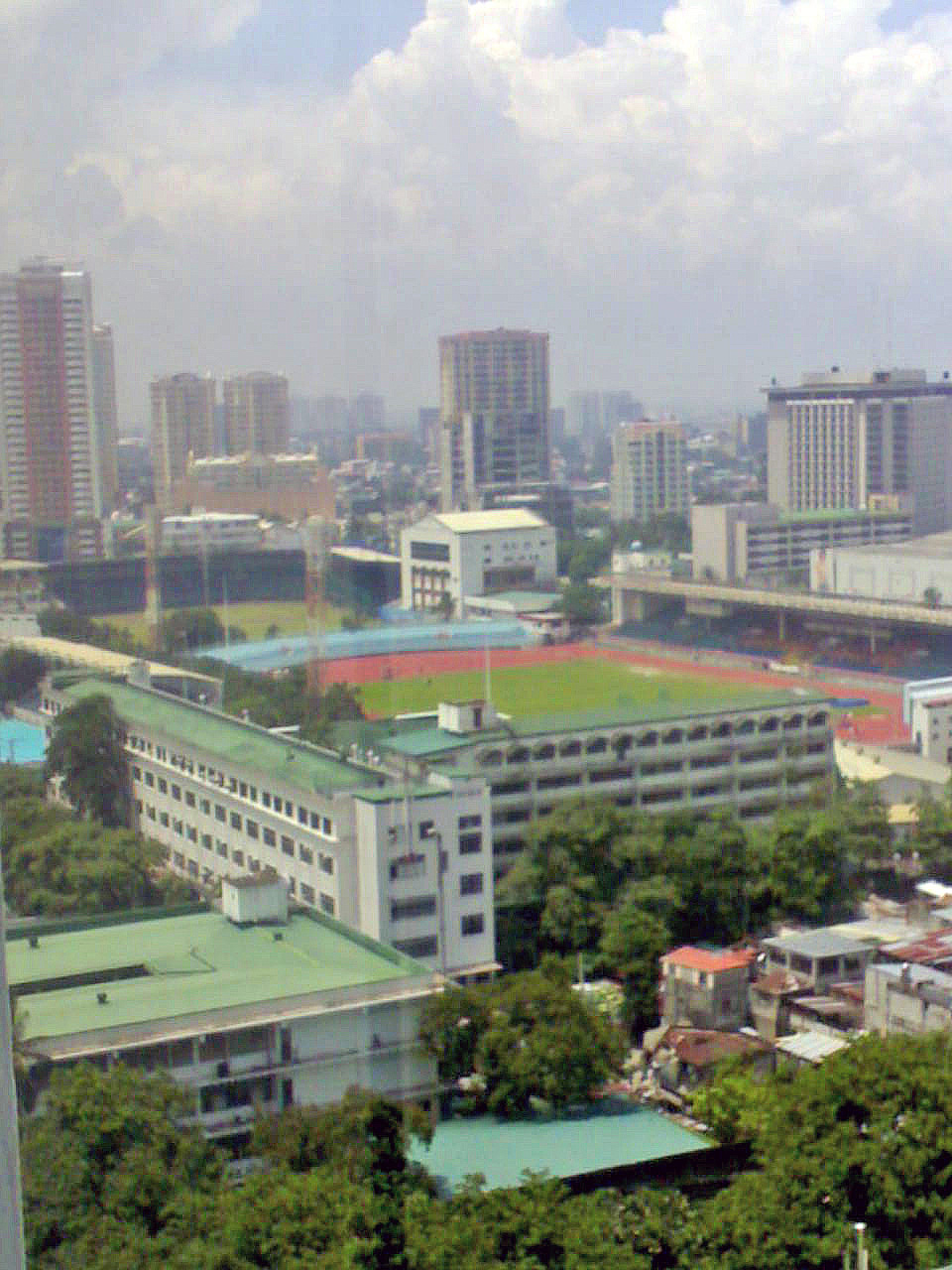
Recinto de la Universidad de La Salle–Manila.

La Universidad de La Salle–Manila es una universidad católica fundada por la Congregación de los Hermanos de las Escuelas Cristianas en 1911. Esta  está situada en la parte oriental de Malate en el límite del término municipal de Manila con la ciudad de Pasay. Su dirección es 2401 Avenida Taft.